# نادي الهلال السعودي موسم 1964–65
موسم نادي الهلال السعودي لكرة القدم 1964-65 يعتبر الموسم السابع في مسيرة نادي الهلال منذ تأسيسه 1957 علي يد الشيخ عبد الرحمن بن سعيد في الرياض، استطاع خلاله الهلال الجمع بين بطولتي كأس الملك وكاس ولي العهد بقيادة المدرب التوم جبارة الله كأول فريق من المنطقة الوسطى يجمع بين البطولتين , وتحقيق بطولة كأس جلالة الملك المعظم للمرة الثانية في تاريخه. بنظام الدوري للمناطق ثم خروج المغلوب بين أوائل المناطق. انتهى الوقت الأصلي المباراة النهائية بين الهلال والاتحاد بالتعادل بهدف لكل منهما، وتم اللجواء لركلات الترجيح لكسر التعادل وكانت المرة الأولى التي يطبق فيها نظام ركلات الرجيح، في ذلك الوقت بطريقة تنفيذ ثلاث ركلات متتالية لكل فريق، تمكن حارس مرمى الهلال عبدالله السوا من التصدي لركلتين منها، وبذلك توج نادي الهلال ببطولة كاس الملك.
في بطولة كأس سمو ولي العهد حصل الهلال على بطولة المنطقة الوسطى في آخر مباريات المنطقة أمام الأهلي بالرياض ( الرياض حالياً ) بعد انتهى المباراة بنتيجة 2 - 0 وتأهل الهلال لمواجهة على بطولة المنطقة الشرقية لكأس ولي العهد من أمام الشعلة بالخبر القادسية حالياً لتنتهي المباراة بنتيجة 2 - 1 وبهذا الفوز تأهل لنهائي كأس ولي العهد لمواجهة نادي الوحدة وفوزه عليه بنتيجة 4 - 3 وبذلك يصبح كأول فريق من المنطقة الوسطى يجمع بين البطولتين. 

## تشكيلة الفريق
ملاحظة: تشير الأعلام إلى المنتخب الوطني على النحو المحدد في قواعد الأهلية للفيفا. قد يحمل اللاعبون أكثر من جنسية واحدة غير تابعة للفيفا.
| الرقم | البلد    | المركز | اللاعب                 |
| ----- | -------- | ------ | ---------------------- |
|       | السعودية | حارس   | عبدالله السوا          |
|       | السعودية | مدافع  | عبدالله الرزقان (كندا) |
|       | السعودية | مدافع  | نبيل الرواف            |
|       | السعودية | مدافع  | سعيد بن يحيى           |
|       | السعودية | مدافع  | سالم إسماعيل           |
|       | السعودية | وسط    | كريم المسفر            |
|       | السعودية | وسط    | سلطان بن مناحي العتيبي |
|       | السعودية | وسط    | سلطان الراجح (سمارا)   |
|       | السعودية | مهاجم  | مبروك المتعب (الدبلي)  |
|       | السعودية | مهاجم  | مبارك عبدالكريم        |
|       | السعودية | مهاجم  | سليمان مطر (الكبش)     |

| الرقم | البلد    | المركز | اللاعب              |
| ----- | -------- | ------ | ------------------- |
|       | السعودية | حارس   | صالح الحميدان       |
|       | السعودية | وسط    | زياد شعث            |
|       | السعودية | مهاجم  | زين العابدين (عقاب) |
|       | السعودية | مهاجم  | حميد الجمعان        |

## كأس جلالة الملك المعظم

### دوري المنطقة الوسطى

#### الدور الأول
| 1 28 أغسطس 1964     | أهلي الرياض | 3–3       | الهلال                          | الرياض              |
| 15:30 (ت ع م+03:00) |             | [ Report] | زين العابدين · مبارك · بن مناحي | الملعب: ملعب الصايغ |

| 2 11 سبتمبر 1964    | النصر التعاوني | 1–1       | الهلال | الرياض              |
| 15:30 (ت ع م+03:00) |                | [ Report] | مبروك  | الملعب: ملعب الصايغ |

| 3 02 أكتوبر 1964    | شباب الرياض | 2–3       | الهلال           | الرياض              |
| 15:30 (ت ع م+03:00) |             | [ Report] | (3) زين العابدين | الملعب: ملعب الصايغ |

#### الدور الثاني
| 4 23 أكتوبر 1964    | الهلال | 1–0      | شباب الرياض | الرياض              |
| 15:30 (ت ع م+03:00) | سليمان | [Report] |             | الملعب: ملعب الصايغ |

| 5 20 نوفمبر 1964    | الهلال | 1–0       | النصر التعاوني | الرياض              |
| 15:30 (ت ع م+03:00) | مبارك  | [ Report] |                | الملعب: ملعب الصايغ |

| 6 11 ديسمبر 1964    | الهلال | 0–0       | أهلي الرياض | الرياض              |
| 15:30 (ت ع م+03:00) |        | [ Report] |             | الملعب: ملعب الصايغ |

#### بطولة الوسطى والشرقية
بعد تحقق نادي الهلال بطولة المنطقة الوسطى تأهل لمقابلة بطل المنطقة الشرقية نادي الشعلة من الخبر (القادسية حالياً) بنظام خروج المغلوب ليتغلب عليه بثلاثة أهدف مقابل هدف ويتأهل لمقابلة نادي الأتحاد بطل المنطقة الغربية على نهائي كأس جلالة الملك المعظم .
| 7 05 مارس 1965      | الهلال     | 3–1      | الشعلة        | الرياض              |
| 15:30 (ت ع م+03:00) | سليمان (2) | [Report] | (ه.ذ.) الخباز | الملعب: ملعب الصايغ |

#### النهائي
| نهائي 12 مارس 1965  | الهلال | 1–1 (2–0 ر.ت)           | الاتحاد | الرياض                                                                                                   |
| 15:30 (ت ع م+03:00) | مبارك  | [ Report]               |         | الملعب: ملعب الصايغ الحكم: عبدالله كعكي الحكام المساعدين: تيسير المشنوق Assistant referees: محمد الطريفي |
|                     |        | ركلات جزاء              |         | |
| مبارك · بن مناحي    |        | جزاء ضائعة · جزاء ضائعة |         | |

### البطل
| بطل كأس جلالة الملك المعظم          |
| ----------------------------------- |
|                                     |
| نادي الهلال (السعودية) اللقب الثاني |

## كأس ولي العهد

### بطولة المنطقة الوسطى
| 1 02 نوفمبر 1964    | الهلال | 3–4       | نجمة الرياض        | الرياض              |
| 15:30 (ت ع م+03:00) |        | [ Report] | سليمان (3) · مبارك | الملعب: ملعب الصايغ |

| 2 25 ديسمبر 1964    | النصر التعاوني | 0–3       | الهلال               | الرياض              |
| 15:30 (ت ع م+03:00) |                | [ Report] | (2) سليمان · الجمعان | الملعب: ملعب الصايغ |

| 3 01 يناير 1965     | الهلال     | 2–0       | أهلي الرياض | الرياض              |
| 15:30 (ت ع م+03:00) | سليمان (2) | [ Report] |             | الملعب: ملعب الصايغ |

#### بطولة الوسطى والشرقية
بعد تحقق نادي الهلال بطولة المنطقة الوسطى تأهل لمواجهة بطل المنطقة الشرقية نادي الشعلة من الخبر (القادسية حالياً) بنظام خروج المغلوب ليتغلب عليه هدفين مقابل هدف ويتأهل لمقابلة نادي الوحدة بطل المنطقة الغربية على نهائي كأس ولي العهد .
| 4 19 مارس 1965      | الهلال         | 2–1      | الشعلة | الرياض              |
| 15:30 (ت ع م+03:00) | مبارك · سليمان | [Report] |        | الملعب: ملعب الصايغ |

#### النهائي
| نهائي 26 مارس 1965  | الوحدة | 3–4       | الهلال                            | جدة |
| 15:30 (ت ع م+03:00) |        | [ Report] | (2) سليمان · زين العابدين · مبارك | الملعب: ملعب الصبان الحكم: عبدالله كعكي الحكام المساعدين: تيسير المشنوق Assistant referees: عبدالله غمري |

### البطل
| بطل كأس ولي العهد                  |
| ---------------------------------- |
|                                    |
| نادي الهلال (السعودية) اللقب الأول |